# Double or Nothing (2025)
Double or Nothing 2025 a fost un eveniment pay-per-view (PPV) de wrestling profesionist produs de All Elite Wrestling (AEW). A fost al șaptelea eveniment anual Double or Nothing și a avut loc în weekendul Zilei Memoriale, pe 25 mai 2025, la Desert Diamond Arena din Glendale, Arizona. Cu excepția evenimentelor din 2020 și 2021, care au avut loc la Daily's Place în Jacksonville, Florida, din cauza pandemiei de COVID-19, acesta a fost primul Double or Nothing care a avut loc în afara Las Vegas Strip, în Paradise, Nevada. Acesta a fost primul PPV AEW care a avut loc în statul american Arizona și al doilea Double or Nothing care a găzduit finalele Turneului Owen Hart Foundation la categoriile masculin și feminin. Ca și în cazul ediției din 2023, evenimentul s-a difuzat simultan cu NXT Battleground al WWE.
La eveniment au fost disputate unsprezece meciuri, inclusiv două în cadrul pre-show-ului „Buy In”. În Main Event, „Hangman” Adam Page l-a învins pe Will Ospreay, câștigând turneul masculin Owen Hart Foundation Cup, în timp ce Mercedes Moné a învins-o pe Jamie Hayter, câștigând turneul feminin Owen Hart Foundation Cup în meciul de deschidere. În alte meciuri importante, Kenny Omega, Swerve Strickland, Willow Nightingale și The Opps (Samoa Joe, Powerhouse Hobbs și Katsuyori Shibata) i-au învins pe Death Riders (Jon Moxley, Claudio Castagnoli, Marina Shafir și Wheeler Yuta) și pe The Young Bucks (Matthew Jackson și Nicholas Jackson) în meciul Anarchy in the Arena.

## Rezultate
| No.                                                                                                  | Rezultate | Tip de meci | Timp  |
| --- | --- | --- | ----- |
| 1P                                                                                                   | Anna Jay și Harley Cameron înving pe Megan Bayne și Penelope Ford prin pinfall | Meci Tag Team | 12:40 |
| 2P                                                                                                   | Bandido, AR Fox, și Los Titanes del Aire (Hologram și Komander) înving pe RPG Vice (Rocky Romero și Trent Beretta) și CRU (Action Andretti și Lio Rush) prin pinfall | Meci Tag Team în opt | 13:25 |
| 3 | Mercedes Moné învinge pe Jamie Hayter prin pinfall | Finala turneului Fundației Owen Hart feminin din 2025. Câștigătoarea a obținut un meci pentru AEW Women's World Championship la All In. | 21:15 |
| 4 | FTR (Cash Wheeler și Dax Harwood) (cu Stokely) înving pe Daniel Garcia și Nigel McGuinness (cu Matt Menard) prin technical submission | Meci Tag Team | 22:30 |
| 5 | Ricochet învinge pe Mark Briscoe | Meci Stretcher | 16:20 |
| 6 | The Hurt Syndicate (Bobby Lashley și Shelton Benjamin) (c) (cu MVP și MJF) înving pe The Sons of Texas (Dustin Rhodes și Sammy Guevara) prin pinfall | Meci pe echipe pentru AEW World Tag Team Championship                                                                                   | 12:35 |
| 7 | Kazuchika Okada (c) învinge pe "Speedball" Mike Bailey prin pinfall | Meci Singles pentru AEW Continental Championship                                                                                        | 16:05 |
| 8 | "Timeless" Toni Storm (c) (cu Luther) învinge pe Mina Shirakawa prin pinfall | Meci Singles pentru AEW Women's World Championship                                                                                      | 15:49 |
| 9 | Kenny Omega, Swerve Strickland, Willow Nightingale, și The Opps (Samoa Joe, Powerhouse Hobbs, și Katsuyori Shibata) (cu Prince Nana) înving pe Death Riders (Jon Moxley, Claudio Castagnoli, Marina Shafir, și Wheeler Yuta) și The Young Bucks (Matthew Jackson și Nicholas Jackson) prin pinfall | Meci Anarchy in the Arena | 35:10 |
| 10                                                                                                   | The Don Callis Family (Konosuke Takeshita, Kyle Fletcher, și Josh Alexander) (cu Don Callis și Lance Archer) înving pe Paragon (Adam Cole, Kyle O'Reilly, și Roderick Strong) prin pinfall | Meci Trios | 12:50 |
| 11                                                                                                   | "Hangman" Adam Page învinge pe Will Ospreay prin pinfall | Finala turneului masculin Owen Hart Foundation Cup 2025. Câștigătorul a obținut un meci pentru AEW World Championship la All-In.        | 36:56 |
| \| (c) \| – Campionul înainte de meci \| \| P \| – Meciul a fost difuzat în pre-show (pe YouTube) \| | | |       |
| (c)                                                                                                  | – Campionul înainte de meci | |       |
| P | – Meciul a fost difuzat în pre-show (pe YouTube) | |       |